# Том Фергюс
Том Фергюс (англ. Tom Fergus, нар. 16 червня 1962, Чикаго) — американський хокеїст, що грав на позиції центрального нападника. Грав за збірну команду США.
Провів понад 700 матчів у Національній хокейній лізі. 

## Ігрова кар'єра
Хокейну кар'єру розпочав 1979 року виступами за юніорську команду «Пітерборо Пітс».
1980 року був обраний на драфті НХЛ під 60-м загальним номером командою «Бостон Брюїнс». 
У сезоні 1981–82 дебютував у складі «Бостон Брюїнс». У 1985 в складі національної збірної США виступав на чемпіонаті світу. Влітку 1985 його обмінюють на Білла Дерлаго з «Торонто Мейпл-Ліфс».
У складі торонтців Том провів шість сезонів, після чого, як вільний агент перейшов до «Ванкувер Канакс», де відіграв ще два сезони в НХЛ. Загалом провів 791 матч у НХЛ, включаючи 65 ігор плей-оф Кубка Стенлі.	
Завершив професійну клубну кар'єру, що тривала 15 років, у складі швейцарського клубу «Цуг».
Після завершення кар'єри проживає в канадському місті Оквілл.

## Нагороди та досягнення
- Володар Кубка Джона Росса Робертсона в складі «Пітерборо Пітс» — 1980.

## Статистика
| Сезон        | Клуб                 | Ліга         | Регулярний сезон | Регулярний сезон | Регулярний сезон | Регулярний сезон | Регулярний сезон | Плей-оф | Плей-оф | Плей-оф | Плей-оф | Плей-оф |
| Сезон        | Клуб                 | Ліга         | І                | Г                | П                | О                | ШХ               | І       | Г       | П       | О       | ШХ      |
| ------------ | -------------------- | ------------ | ---------------- | ---------------- | ---------------- | ---------------- | ---------------- | ------- | ------- | ------- | ------- | ------- |
| 1979–80      | «Пітерборо Пітс»     | ОЮХЛ         | 63               | 8                | 6                | 14               | 14               | —       | —       | —       | —       | —       |
| 1980–81      | «Пітерборо Пітс»     | ОХЛ          | 63               | 43               | 45               | 88               | 33               | —       | —       | —       | —       | —       |
| 1981–82      | «Бостон Брюїнс»      | НХЛ          | 61               | 15               | 24               | 39               | 12               | 6       | 3       | 0       | 3       | 0       |
| 1982–83      | «Бостон Брюїнс»      | НХЛ          | 80               | 28               | 35               | 63               | 39               | 15      | 2       | 2       | 4       | 15      |
| 1983–84      | «Бостон Брюїнс»      | НХЛ          | 69               | 25               | 36               | 61               | 12               | 3       | 2       | 0       | 2       | 9       |
| 1984–85      | «Бостон Брюїнс»      | НХЛ          | 79               | 30               | 43               | 73               | 75               | 5       | 0       | 0       | 0       | 4       |
| 1985–86      | «Торонто Мейпл-Ліфс» | НХЛ          | 78               | 31               | 42               | 73               | 64               | 10      | 5       | 7       | 12      | 6       |
| 1986–87      | «Ньюмаркет Сейнтс»   | АХЛ          | 1                | 0                | 1                | 1                | 0                | —       | —       | —       | —       | —       |
| 1986–87      | «Торонто Мейпл-Ліфс» | НХЛ          | 57               | 21               | 28               | 49               | 57               | 2       | 0       | 1       | 1       | 2       |
| 1987–88      | «Торонто Мейпл-Ліфс» | НХЛ          | 63               | 19               | 31               | 50               | 81               | 6       | 2       | 3       | 5       | 2       |
| 1988–89      | «Торонто Мейпл-Ліфс» | НХЛ          | 80               | 22               | 45               | 67               | 48               | —       | —       | —       | —       | —       |
| 1989–90      | «Торонто Мейпл-Ліфс» | НХЛ          | 54               | 19               | 26               | 45               | 62               | 5       | 2       | 1       | 3       | 4       |
| 1990–91      | «Торонто Мейпл-Ліфс» | НХЛ          | 14               | 5                | 4                | 9                | 8                | —       | —       | —       | —       | —       |
| 1991–92      | «Ванкувер Канакс»    | НХЛ          | 44               | 14               | 20               | 34               | 17               | 15      | 5       | 3       | 8       | 6       |
| 1992–93      | «Ванкувер Канакс»    | НХЛ          | 36               | 5                | 9                | 14               | 20               | —       | —       | —       | —       | —       |
| 1993–94      | «Цуг»                | НЛА          | 32               | 21               | 29               | 50               | 104              | 9       | 4       | 5       | 9       | 24      |
| 1994–95      | «Цуг»                | НЛА          | 22               | 12               | 12               | 24               | 56               | 12      | 3       | 10      | 13      | 16      |
| Усього в НХЛ | Усього в НХЛ         | Усього в НХЛ | 726              | 235              | 346              | 581              | 499              | 65      | 21      | 17      | 38      | 48      |